# Christian Witschel
Christian Witschel (* 17. Dezember 1966 in Würzburg) ist ein deutscher Althistoriker und Epigraphiker.
Christian Witschel studierte von 1986 bis 1993 die Fächer Alte Geschichte, Neue Geschichte, Ur- und Frühgeschichte sowie Klassische Archäologie an den Universitäten Berlin und Oxford. Von 1994 bis 1999 war Witschel als wissenschaftlicher Angestellter am Seminar für Alte Geschichte der Universität Heidelberg tätig. Im Jahr 1998 erfolgte seine Promotion bei Manfred Clauss mit der Arbeit Der Westen des Imperium Romanum im 3. Jh. n. Chr. an der Universität Frankfurt. Er wurde dort 1999 mit dem Preis zur Förderung der Geisteswissenschaften (Friedrich Sperl-Preis) ausgezeichnet. Anschließend war Witschel in der Zeit von 1999 bis 2003 als wissenschaftlicher Assistent in München tätig, anschließend bis 2005 als wissenschaftlicher Mitarbeiter. 2004 habilitierte er sich dort über das Thema Propaganda für den Princeps? Mechanismen der kaiserlichen Repräsentation im Imperium Romanum. Die Arbeit blieb unveröffentlicht. Witschel ist seit 2005 Professor für Römische Geschichte an der Universität Heidelberg.
Zu seinen Forschungsschwerpunkten zählen die Geschichte des 3. Jahrhunderts n. Chr., die Römische Sozial- und Wirtschaftsgeschichte und die Lateinische Epigraphik in Kaiserzeit und Spätantike.

## Schriften (Auswahl)
Monographien
- mit Folke Damminger, Uwe Gross und Roland Prien: Große Welten – Kleine Welten. Ladenburg und der Lobdengau zwischen Antike und Mittelalter (= Ladenburger Reihe zur Stadtgeschichte. Bd. 2). Edition Ralf Fetzer, Edingen-Neckarhausen 2017, ISBN 978-3-940968-32-6.
- Krise – Rezession – Stagnation? Der Westen des römischen Reiches im 3. Jahrhundert n. Chr (= Frankfurter althistorische Beiträge. Bd. 4). Clauss, Frankfurt am Main 1999, ISBN 3-934040-01-2 (Zugleich: Frankfurt am Main, Universität, Dissertation, 1998).
- Propaganda für den Princeps? Mechanismen der kaiserlichen Repräsentation im Imperium Romanum. Ungedruckte Habilitationsschrift, Ludwig-Maximilians-Universität München 2004 (Digitalisat).

Herausgeberschaften
- mit Jens-Uwe Krause: Die Stadt in der Spätantike – Niedergang oder Wandel? Akten des Internationalen Kolloquiums in München am 30. und 31. Mai 2003. (= Historia. Einzelschriften. Bd. 190). Steiner, Stuttgart 2006, ISBN 3-515-08810-5.
- mit Franz Alto Bauer: Statuen in der Spätantike (= Spätantike, frühes Christentum, Byzanz. Reihe B: Studien und Perspektiven. Bd. 23). Reichert, Wiesbaden 2007, ISBN 978-3-89500-576-3.
- mit Ralf Krumeich: Die Akropolis von Athen im Hellenismus und in der römischen Kaiserzeit. Reichert, Wiesbaden 2010, ISBN 978-3-89500-713-2.
- mit Michaela Konrad: Römische Legionslager in den Rhein- und Donauprovinzen – Nuclei spätantik-frühmittelalterlichen Lebens? (= Abhandlungen der Philosophisch-Historischen Klasse der Bayerischen Akademie der Wissenschaften. Neue Folge, Heft 138). C. H. Beck, München 2011 [2012].
- mit Ralf Behrwald: Rom in der Spätantike. Historische Erinnerung im städtischen Raum (= Heidelberger Althistorische Beiträge und Epigraphische Studien. Bd. 51). Steiner, Stuttgart 2012, ISBN 978-3-515-09445-0.
- mit Johannes Lipps, Stefan Ardeleanu und Jonas Osnabrügge: Die römischen Steindenkmäler in den Reiss-Engelhorn-Museen Mannheim (= Mannheimer Geschichtsblätter. Sonderveröffentlichungen. Band 14; = Publikationen der Reiss-Engelhorn-Museen. Band 91). Verlag Regionalkultur, Ubstadt-Weiher 2021.